# Хрест «За вислугу років» (Австрія)
Хрест «За вислугу років» (нім. Militärdienstzeichen) ― австро-угорська і австрійська військова нагорода.

## Історія
Військова відзнака була заснована 19 вересня 1849 року імператором Францом Йосифом I як нагорода за віддану службу. Офіцерам, унтер-офіцерам та рядовим видавалися різні види нагород, залежно від років вислуги. Хрест офіцерів був набагато ціннішим і тоншим, ніж хрест їхніх підлеглих.
Після завершення Першої світової війни нагорода не вручалась. 30 червня 1934 року нагорода була відновлена. Після аншлюсу хрест більше не вручався.
Відзнака носилася на лівій стороні грудей на жовто-чорній трикутній стрічці.

## Класи нагороди
Офіцерам:
- 50 років служби (І ступінь);

- 40 років служби (ІІ ступінь);
- 35 років служби (ІІ ступінь);
- 25 років служби (ІІІ ступінь).

Унтер-офіцерам та рядовим:
- 24 роки служби (І ступінь);
- 20 років служби (І ступінь);
- 18 років служби (І ступінь);
- 16 років служби (І ступінь);
- 12 років служби (ІІ ступінь);
- 10 років служби (ІІ ступінь);
- 8 років служби (ІІ ступінь);
- 6 років служби (ІІІ ступінь).

## Відзнаки
| Офіцерам        | Офіцерам        |
| --------------- | --------------- |
| 50 років служби | 40 років служби |
| 35 років служби | 25 років служби |

| Унтер-офіцерам та рядовим |
| ------------------------- |
|                           |

## Стрічки
| Офіцерам        | Офіцерам        | Офіцерам        | Офіцерам        |
| --------------- | --------------- | --------------- | --------------- |
| 50 років служби | 40 років служби | 35 років служби | 25 років служби |

| Унтер-офіцерам та рядовим | Унтер-офіцерам та рядовим | Унтер-офіцерам та рядовим | Унтер-офіцерам та рядовим |
| ------------------------- | ------------------------- | ------------------------- | ------------------------- |
| 24 роки служби            | 20 років служби           | 18 років служби           | 16 років служби           |
| 12 років служби           | 10 років служби           | 8 років служби            | 6 років служби            |